# Сельское поселение «Село Орель-Чля»
Се́льское поселе́ние «Село Орель-Чля» — муниципальное образование в Николаевском районе Хабаровского края Российской Федерации.
Административный центр — село Орель-Чля.

## История
Статус и границы сельского поселения установлены Законом Хабаровского края от 28 июля 2004 года № 208 «О наделении поселковых, сельских муниципальных образований статусом городского, сельского поселения и об установлении их границ»

## Население
| 2010 | 2011 | 2012 | 2013 | 2014 | 2015 | 2016 |
| ---- | ---- | ---- | ---- | ---- | ---- | ---- |
| 43   | →43  | ↘35  | ↘29  | ↘28  | ↘26  | ↗31  |
| 2017 | 2018 | 2020 | 2021 |      |      |      |
| ↗32  | ↗34  | ↗36  | ↘20  |      |      |      |

## Состав сельского поселения
| № | Населённый пункт | Тип населённого пункта       | Население |
| - | ---------------- | ---------------------------- | --------- |
| 1 | Орель-Чля        | село, административный центр | ↘20       |

## Местное самоуправление
Главы сельского поселения
- с декабря 2014 года - Палтусов Алексей Алексеевич[13]